# Folkestone

campo de golfe em Folkestone

Folkestone é uma cidade costeira (com um importante porto) localizada no distrito Shepway de Kent, Inglaterra. A construção do túnel do Canal da Mancha, que conectou esta cidade com a cidade francesa de Calais, a converteu na porta de entrada da Grã-Bretanha. Capel-Le-Ferne, Cheriton, Hythe e Hawking são algumas de suas cidades-satélites. Tinha 45.708 habitantes em 2001.
Folkestone e Hythe estão representadas no Parlamento pelo conservador Michael Howard, antigo líder do Partido Conservador.
É cidade-irmã de Boulogne-Sur-Mer (França) e Middleburg (Países Baixos)
O homem mais famoso de Folkestone foi William Harvey (descobridor da circulação do sangue, nascido ali em 1578). Relacionados com essa cidade também estiveram os escritores H.G. Wells e Charles Dickens, que viveram ali.
O Elevador de Leas liga a cidade à praia, ao longo da falésia "Leas".